# Bathyphantes brevipes
Bathyphantes brevipes – gatunek pająka z rodziny osnuwikowatych.

## Występowanie
Gatunek występuje na Alasce, w Stanach Zjednoczonych i Kanadzie.